# Vladimir Volkov
 Vladimir Volkov  (sârbă Владимир Boлкoв; n. 6 iunie 1986, Belgrad) este un fotbalist sârb care este legitimat la clubul din Republica Moldova, FC Sheriff Tiraspol pe post de atacant.